# Masasteron burbidgei
Masasteron burbidgei là một loài nhện trong họ Zodariidae.
Loài này thuộc chi Masasteron. Masasteron burbidgei được Barbara C. Baehr miêu tả năm 2004.